# Hašiš
Hašiš (iz arabščine ḥašiš 'seno'), običajno skrajšano kot haš, je stisnjena oblika marihuane v prahu. Kot psihoaktivna snov se uživa navadno ali v mešanici s tobakom. Ima dolgo zgodovino uporabe v državah, kot so Afganistan, Indija, Pakistan, Iran, Irak, Libanon, Maroko in Egipt.
Uživanje hašiša je priljubljeno tudi v Evropi. V Združenih državah so bolj priljubljeni posušeni cvetovi ali koncentrati, priljubljenost hašiša pa se je relativno zmanjšala po spremembah zakonodaje, ki so posredno omogočile razvoj in večjo razpoložljivost izvlečkov konoplje, ki so močnejši od tradicionalnega hašiša, čeprav obstajajo regionalne razlike v preferencah izdelkov. Tako kot mnoge rekreativne droge tudi za hašiš obstaja več sinonimov in alternativnih imen, ki se zelo razlikujejo glede na državo in materni jezik.
Hašiš je koncentrat konoplje, sestavljen iz stisnjenih ali prečiščenih pripravkov smolnih žlez, imenovanih trihomi, iz rastline. Enotna konvencija ZN o mamilih iz leta 1961 (seznam I in IV) ga opredeljuje kot »izločeno smolo, bodisi surovo ali prečiščeno, pridobljeno iz rastline konoplje«. Smola vsebuje sestavine, kot so tetrahidrokanabinol (THC) in drugi kanabinoidi, vendar pogosto v višjih koncentracijah kot nepresejan ali nepredelan cvet konoplje.ssed cannabis flower. Čistost zaseženega hašiša v Evropi (2011) se giblje med 3 % in 15 %. Med letoma 2000 in 2005 je bil delež hašiša v zasegih konoplje 18 %. Glede na to, da se je moč nepredelanih cvetov konoplje v zadnjih letih močno povečala – cvetovi vsebujejo več kot 25 % THC glede na težo – bo moč hašiša, proizvedenega danes in v prihodnosti, verjetno veliko močnejša kot v teh starejših zapisih.
Konzistenca in videz hašiša sta močno odvisna od uporabljenega postopka in količine ostankov rastlinskega materiala (npr. klorofila). Običajno je trden, čeprav se njegova konsistenca giblje od krhke do voljne. Najpogosteje je svetlo ali temno rjave barve, čeprav se lahko zdi prozoren, rumen, črn ali rdeč.

## Zgodovina
Hašiš se uživa že več stoletij, čeprav ni jasnih dokazov o njegovem prvem pojavu. Severna Indija in Nepal imata dolgo družbeno tradicijo v proizvodnji hašiša, lokalno znanega kot čaras.
Prvo potrdilo o izrazu hašiš je v pamfletu, objavljenem v Kairu leta 1123 n. št., ki obtožuje muslimane Nizari, da so »jedci hašiša«. Kult nizarijskih militantov, ki se je pojavil po padcu Fatimidskega kalifata, se običajno imenuje sekta asasinov – popačena beseda hašišin, arabsko za 'kadilce hašiša'. Pravnik iz 13. stoletja Ibn Tajmija je prepovedal uporabo hašiša; omenil je, da je bil v Levant uvedena z mongolsko invazijo (skozi 13. stoletje). Kajenje je v starem svetu postalo običajno šele po uvedbi tobaka; do leta 1500 je bil hašiš v muslimanskem svetu zaužit kot jed.
Leta 1596 je Nizozemec Jan Huyghen van Linschoten porabil tri strani za Bangue (bhang) v svojem zgodovinskem delu, ki je dokumentiral svoja potovanja na Vzhod. Posebej je omenil egiptovski hašiš. Rekel je: »Bangue se prav tako veliko uporablja v Turčiji in Egiptu in se izdeluje v treh vrstah, ki imajo tudi tri imena. Egipčani prvo imenujejo Assis (Hašiš (arabsko)), kar je zdrob konoplje ali listov konoplje, ki je z vodo narejena v pasti ali testu, bi pojedli pet kosov, (vsak) velik kot kostanj (ali večji); To uporabljajo navadni ljudje, ker je od a majhna cena, in ni čudno, da taka vrlina izhaja iz konoplje, saj po Galenovem mnenju konoplja pretirano polni glavo.«
Hašiš je prišel v Evropo z vzhoda v 18. stoletju, prvič pa ga znanstveno omenja Gmelin leta 1777. Napoleonove kampanje so francoske čete seznanile s hašišem v Egiptu, prvi opis njegovih uporabnih stebel pa je leta 1830 dal farmacevt in botanik Theodor Friedrich Ludwig Nees von Esenbeck.
Leta 1839 je O'Shaughnessy napisal obsežno študijo o himalajski konoplji, ki jo je priznala evropska medicinska šola in opisuje hašiš kot lajšanje krčev in povzroča izginotje nekaterih simptomov nadlog, kot so steklina, kolera in tetanus. To je povzročilo veliko upov v medicinski skupnosti. Leta 1840 je Louis Aubert-Roche poročal o svoji uspešni uporabi hašiša proti kugi. Istočasno so bili izvedeni tudi psihiatrični poskusi s hašišem, pri čemer je bil Jacques-Joseph Moreau prepričan, da je to vrhunsko zdravilo za uporabo v psihiatriji.
V 19. stoletju so hašiš sprejeli v nekaterih evropskih literarnih krogih. Najbolj znan je bil pariški Club des Hashischins, namenjen uživanju hašiša in drugih drog; njegovii člani so bili pisatelji Théophile Gautier, dr. Moreau de Tours, Victor Hugo, Alexandre Dumas, Charles Baudelaire in Honoré de Balzac. Baudelaire je pozneje leta 1860 napisal knjigo Les paradis artificiels o stanju, ko ste pod vplivom opija in hašiša. Približno v istem času je ameriški pisatelj Fitz Hugh Ludlow leta 1857 napisal knjigo The Hasheesh Eater o svojih mladostnih izkušnjah, tako pozitivnih kot negativnih, z drogo.
Hašiš je bil tudi omenjeno uporabljen kot anestetik v Nemčiji leta 1869. Uvožen je bil v velikih količinah, zlasti iz Indije, kjer so ga imenovali čaras. Vendar pa so bili tudi ljudje, ki niso menili, da je konoplja neškodljiva. Med letoma 1880 in 1900 je bil vrhunec medicinske uporabe, kjer so bile hašišove spojine najbolj razširjene v skoraj vseh evropskih državah in ZDA. Dokazi o zlorabi v tistem času praktično niso obstajali (v nasprotju z razširjenimi poročili v Aziji in Afriki). Hašiš je proti koncu 19. stoletja v Evropi in ZDA igral pomembno vlogo pri zdravljenju bolečin, migrene, dismenoreje, oslovskega kašlja, astme in nespečnosti. Redke uporabe so vključevale bolečine v želodcu, depresijo, drisko, zmanjšan apetit, pruritus, krvavitev, Basedowov sindrom in malarijo. Kasneje je bila uporaba prepovedana po vsem svetu, saj je bila uporaba kot zdravilo onemogočena z Enotno konvencijo ZN o mamilih iz leta 1961.
Na začetku 20. stoletja je večina hašiša v Evropi prihajala iz Kašmirja in drugih delov Indije, Afganistana, pa tudi iz Grčije, Sirije, Nepala, Libanona in Turčije. Večji trgi so se razvili v poznih 1960-ih in zgodnjih 1970-ih, ko je bila večina hašiša uvožena iz Pakistana in Afganistana. V Grčiji je bil hašiš razširjen v zgodnjih desetletjih 20. stoletja in čeprav so ga lokalno proizvajali več sto let prej, je dosegel vrhunec s prihodom dveh in pol milijona grških beguncev, izgnanih iz Turčije po katastrofalnih letih vojne 1919-1921. Mnogi od teh beguncev so v Turčiji navadno kadili hašiš z uporabo vodnih pip (nargile), imenovanih arghilethes. Zaradi skrajne revščine ob prihodu v Grčijo ter življenja v prenatrpanih in revnih begunskih skupnostih v večjih grških mestih, pristaniškem mestu Pirej in severnem mestu Solun (kjer je živelo veliko beguncev) so nastali številni brlogi hašiša, imenovana tekethes. To je povzročilo precejšen mestni podrazred in subkulture kadilcev hašiša, imenovanih hasiklithes in glasbeno zvrst rembetika (orientalski zvok), urbani blues, ki se igra na bouzouki, tzoura in orientalski instrumenti, kot so baglama, outi (oud) in kanonaki (kanun), ki govorijo o življenju uporabnika hašiša v teketah, pa tudi o življenju beguncev, nepravičnosti družbe, pomanjkanju finančnih možnosti, predsodkih do beguncev ter prevarah zaljubljencev in drugih v skupnosti. Grška policija je v 1930-ih zaprla tekethes, rembete pa zaprla in izobčila. V naslednjih desetletjih je v Grčiji prišlo do močnega 20+ letnega ponovnega vzpona glasbe rembetika s pesmimi rembetes in hasiklithes, ki jih mnogi, vključno z mlajšo generacijo, neprestano javno izvajajo kot obliko kulturne dediščine in so pridobile ugled in priljubljenost zaradi svojih odkritih izrazov tistega obdobja ter grške družbe na splošno. Zaradi motečih konfliktov v regijah je Maroko prevzel pobudo in bil do nedavnega zadosten izvoznik. Domneva se, da je množična proizvodnja hašiša za mednarodno trgovino izvirala iz Maroka v 1960-ih, kjer je bila rastlina konoplje široko dostopna. Pred prihodom prvih hipijev s Hipijevske poti so v Maroku našli le majhne koščke libanonskega hašiša.
Vendar pa je od leta 2000 prišlo do dramatičnega premika na trgu zaradi povečanja domače proizvodnje konoplje. Medtem ko je imel Maroko v 1990-ih kvazimonopol nad hašišem z 250-gramskimi tako imenovanimi bloki 'mila', ki so bili nizke kakovosti, Afganistan zdaj velja za največjega proizvajalca hašiša višje kakovosti. Od takrat se je kakovost hašiša v Evropi povečala, medtem ko so njegove cene ostale stabilne z izjemo pandemije COVID-19, kjer so ulične cene konoplje poskočile zaradi različnih nacionalnih zapor.
Povpraševanje po hašišu je v večini sveta še vedno veliko, medtem ko se kakovost še naprej povečuje, zaradi številnih maroških in zahodnih kmetov v Maroku in drugih državah, ki proizvajajo hašiš in uporabljajo naprednejše metode gojenja ter gojijo nadaljnje razvite sorte konoplje, kar močno poveča tudi pridelek, kot tudi izboljšanje kakovosti smole z višjimi razmerji psihoaktivnih sestavin (THC). Okusnejši, bolj gladek in bolj aromatičen profil terpenov in flavanoidov velja za pokazatelj znatnega dviga kakovosti hašiša v zadnjih letih. Tudi proizvodnja hašiša v Španiji je postala vse bolj priljubljena in je v porastu, vendar je povpraševanje po relativno poceni in kakovostnem maroškem hašišu še vedno izjemno veliko.
Spremembe predpisov po vsem svetu so močno prispevale k temu, da je vse več držav postalo zakonita regija za proizvodnjo hašiša, pri čemer so države, kot je Španija, uvedle blažje zakone za izdelke iz konoplje, kot je hašiš. Zvezna država Washington in Kolorado sta začela urejati gojenje, proizvodnjo in distribucijo konoplje in izdelkov iz konoplje, kot je hašiš, v Združenih državah Amerike, čemur so sledila številna druga mesta v ZDA (kot je Humboldt, Kalifornija) in po vsem svetu.

## Evropski trg
Po podatkih Evropskega centra za spremljanje drog in zasvojenosti z drogami (EMCDDA) je zahodna Evropa največji trg za konopljino smolo s 70 % svetovnih zasegov. Vendar se evropski trg hašiša spreminja: gojenje konoplje se je povečevalo v 1990-ih do leta 2004, po podatkih Evropskega centra za spremljanje drog in zasvojenosti z drogami pa se je leta 2005 opazno zmanjšalo. Maroko je bil glavni vir, vendar je v zadnjem času prišlo do premika na trgu in Afganistan je bil imenovan za glavnega proizvajalca hašiša. Čeprav so poročali o padcu uporabe in proizvodnje, je Maroko leta 2005 proizvedel okoli 6600 ton smole.
Ker je bilo leta 2013 v EU porabljenih 641 ton hašiša, je evropski trg trenutno največji in najdonosnejši na svetu. Zato je v posel vpletenih veliko akterjev, vključno z organiziranimi kriminalnimi združbami. Največji zasegi konopljine smole v Evropi se zgodijo na Portugalskem zaradi bližine severne Afrike.
'Milo' iz 1990-ih je izginilo in fizične oblike hašiša so se spremenile v obliko melone, tablete ali pelete v obliki oliv. Na splošno splošni trend domače pridelane konoplje, ki izpodriva uvoženo smolo, povzroči tržno reakcijo sprememb jakosti, medtem ko cene ostajajo stabilne, medtem ko se je moč 'mila' v letu 2014 povečala z 8 % na do 20,7 %.
Na splošno se v Evropi porabi več smole kot zelišč.

## Lastnosti snovi
Hašiš je narejen iz s kanabinoidi bogatih žleznih dlačic, znanih kot trihomi, ter različnih količin cvetov in listov konoplje. Cvetovi zrele ženske rastline vsebujejo največ trihomov, čeprav jih najdemo tudi na drugih delih rastline. Določene sorte konoplje se gojijo posebej zaradi njihove sposobnosti proizvajanja velikih količin trihomov. Rezervoarji smole v trihomih, ki se včasih napačno imenujejo cvetni prah (prodajalci pogosto uporabljajo evfemizem lovilci cvetnega prahu za opis pregledanih mlinčkov za kief, da bi se izognili zakonom o prodaji pripomočkov), so ločeni od rastline z različnimi metodami.
Vzorci hašiša iz Indije, Libanona in Maroka, zaseženi v Evropi in Izraelu leta 2005, so poleg tetrahidrokanabinola (THC) vsebovali vse znatne količine kanabidiola (CBD) in kanabinola (CBN). V nekaterih vzorcih je bila vsebnost CBD-ja znatno višja od vsebnosti THC-ja. Hkratna prisotnost teh treh kanabinoidov predstavlja tipičen kemijski profil hašiša, ki se uživa v Evropi in severni Afriki. Za primerjavo, večina visoko učinkovitih izdelkov iz marihuane vsebuje samo THC. Menijo, da so psihotropni učinki hašiša zato bolj subtilni in pomirjujoči.
V študiji, ki so jo leta 2014 izvedli Jean-Jaques Filippi, Marie Marchini, Céline Charvoz, Laurence Dujourdy in Nicolas Baldovini (Multidimenzionalna analiza hlapnih sestavin konoplje: Identifikacija 5,5-dimetil-1-vinilbiciklo[2.1.1]heksana kot hlapni marker hašiša, smola Cannabis sativa L.) so raziskovalci povezali značilen okus hašiša s prerazporeditvijo mircena, ki je nastala med procesom proizvodnje.
Odvisno od proizvodnega procesa je izdelek lahko kontaminiran z različnimi količinami umazanije in rastlinskih drobcev, ki se zelo razlikujejo glede na videz, teksturo, vonj in moč. Prav tako se lahko dodajo nečistoče, da bi povečali težo ali spremenili videz.

## Kratkoročni učinki
Hašiš lahko uživamo z oralnim zaužitjem ali kajenjem. Pri kajenju se lahko kadi v pipi, bongu, vaporizerju ali jointih, kjer se pogosto meša s tobakom, saj čisti hašiš sam slabo gori. THC je slabo topen v vodi, zato je najbolj učinkovit, če ga zaužijemo skupaj z mastnim obrokom ali prigrizkom. Vsega hašiša ni mogoče zaužiti peroralno, saj nekateri med proizvodnjo niso dekarboksilirani. Na splošno so metode podobne celotnemu uživanju konoplje.
Ker je aktivna sestavina hašiša THC, ima enake učinke kot konoplja. Začetek občutimo v 15 minutah pri kajenju in približno 30 do 60 minutah po zaužitju. Pogosti učinki so:
- spremembe v zaznavanju; vključno z občutkom sproščenosti, ugodja (»visok« ali evforija)[26]
- slab kratkoročni spomin
- povečan apetit
- spremenjen občutek v čutilih (sposobnost videti barve, slišati zvoke in jasneje okušati hrano), kot posledica zdravila, ki poveča aktivnost čutil
- spremenjen občutek za čas in prostor (občutek, da čas teče počasi in so razdalje daljše)
- suha usta in grlo
- oslabljene motorične sposobnosti
- kognitivne motnje, vključno s slabimi reakcijami
- krvave oči
- hitro bitje srca
- ortostatska hipotenzija (padec krvnega tlaka, ko stojite)

Stranski učinki prevelikega odmerjanja lahko vključujejo tesnobo, paranojo in paniko.

## Proizvodni procesi
Zbirajo se lepljive smole sveže cvetoče ženske rastline konoplje. Tradicionalno se je to in se še vedno izvaja na oddaljenih lokacijah s stiskanjem ali drgnjenjem cvetoče rastline z obema rokama in nato oblikovanjem lepljive smole v majhno kroglico hašiša, imenovano čaras. Ta metoda proizvede največjo količino kanabinoidov (vsebnost THC do 60 %) brez kemičnih topil ali destilacije. Najbolj kakovosten čaras se proizvaja v Srednji Aziji in se prodaja v obliki klobas.
Metode mehanskega ločevanja uporabljajo fizično delovanje za odstranitev trihomov iz posušenega rastlinskega materiala, kot je ročno sejanje skozi sito ali v motornih mešalnikih. Ta tehnika je znana kot suho presejanje. Nastali prah, imenovan kief ali drysift, se stisne s pomočjo toplote v bloke hašiša; če je čist, bo kief postal gnetljiv in upogljiv. Ko je prisotna visoka stopnja čistega THC-ja, bo končni izdelek skoraj prozoren in se bo začel topiti na točki človeškega stika.
Ločevanje ledene vode je še ena mehanska metoda izolacije trihomov. Razvite so bile novejše tehnike, kot so toplotno in tlačno ločevanje, sejanje s statično elektriko ali akustično suho sejanje.
Trihomi se lahko odtrgajo od podpornih stebel in listov, ko rastlinski material pri nizkih temperaturah postane krhek. Ko je bil rastlinski material premešan v ledeni brozgi, so ločeni trihomi pogosto dovolj gosti, da po pretresanju potonejo na dno mešanice ledu in vode, medtem ko lažji kosi listov in stebel po navadi lebdijo.
Metoda z ledeno vodo zahteva led, vodo, mešanje, filtrirne vrečke z zasloni različnih velikosti in rastlinski material. Z metodo ekstrakcije z ledeno vodo postane smola trda in krhka in jo je mogoče enostavno ločiti. To omogoča ekstrakcijo velikih količin čistih smol v zelo čistem procesu brez uporabe topil, zaradi česar je hašiš bolj prečiščen.
Metode kemičnega ločevanja na splošno uporabljajo topilo, kot je etanol, butan ali heksan, za raztapljanje zaželene lipofilne smole. Preostali rastlinski materiali se filtrirajo iz raztopine in pošljejo na kompost. Topilo nato izhlapi ali odkuha (očisti), pri čemer ostanejo zaželene smole, imenovane medeno olje, haš olje ali samo olje. Medeno olje še vedno vsebuje voske in eterična olja in ga je mogoče dodatno očistiti z vakuumsko destilacijo, da dobimo rdeče olje. Produkt kemičnega ločevanja se pogosteje imenuje medeno olje. To olje pravzaprav ni hašiš, saj slednje ime zajema trihome, ki se ekstrahirajo s sejanjem. Tako ostane večina žlez nedotaknjenih.
Maroko je bil glavni svetovni proizvajalec hašiša z 10,8 milijardami evrov zaslužka z maroško smolo v letu 2004, vendar je nekaj tako imenovanih 'maroških' morda dejansko proizvedenih v Evropi. Dohodek za kmete je leta 2005 znašal okoli 325 milijonov €. Medtem ko se je skupno število rastlin in površin zmanjšalo, je uvedba močnejših hibridnih rastlin povzročila visoko stopnjo smole. Količina proizvedene smole naj bi se leta 2005 gibala med 3800 in 9500 tonami.
Največji proizvajalec danes je Afganistan, vendar študije kažejo, da je v Maroku obdobje oživitve hašiša.
Metodo kolofonije brez topil je odkril Phil Salazar leta 2015. Kolofonijo ustvarimo s stiskanjem konopljinega cveta, suhega presejanja ali ledene vode med pergamentnim papirjem s pomočjo pnevmatske ali hidravlične stiskalnice z ogrevanimi ploščami, da ustvarimo silo in pritisk, da odstranimo olje. Vlaga, ki je prisotna v cvetu, drysift-u ali ledeni vodi, bo ustvarila parni pritisk in izrinila olje iz vira, kar bo povzročilo mešanico brez topil.